# ساموديون

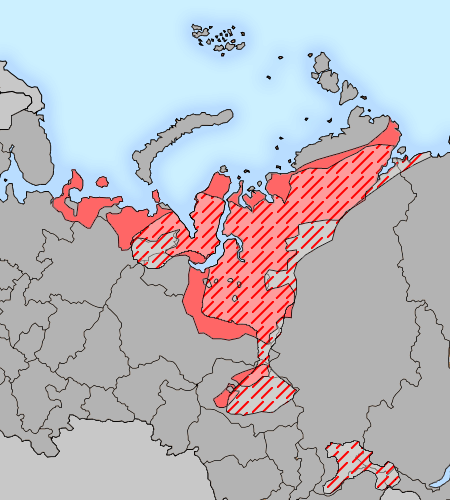
التوزيع الجغرافي للشعوب الناطقة بالسامودية في القرنين السابع عشر والعشرين.

الساموديّون هم مجموعة من الشعوب وثيقة الصلة ويتحدثون اللغات السامودية، والتي هي جزء من عائلة اللغات الأورالية. هم تجمع لغوي وعرقي وثقافي. الاسم مشتق من المصطلح القديم «سامود» المستخدم في روسيا لبعض السكان الأصليين في سيبيريا. أكثر هذه القبيلة هم شعب نينيتس الذين يعيشون في أوكروغ يامالو-نينيتس الذاتية وأوكروغ نينيتس الذاتية. اليوم، هذه القبيلة هي جزء من كيان روسي يدعى كراسنويارسك كراي وفي تومسك أوبلاست

## معرض صور

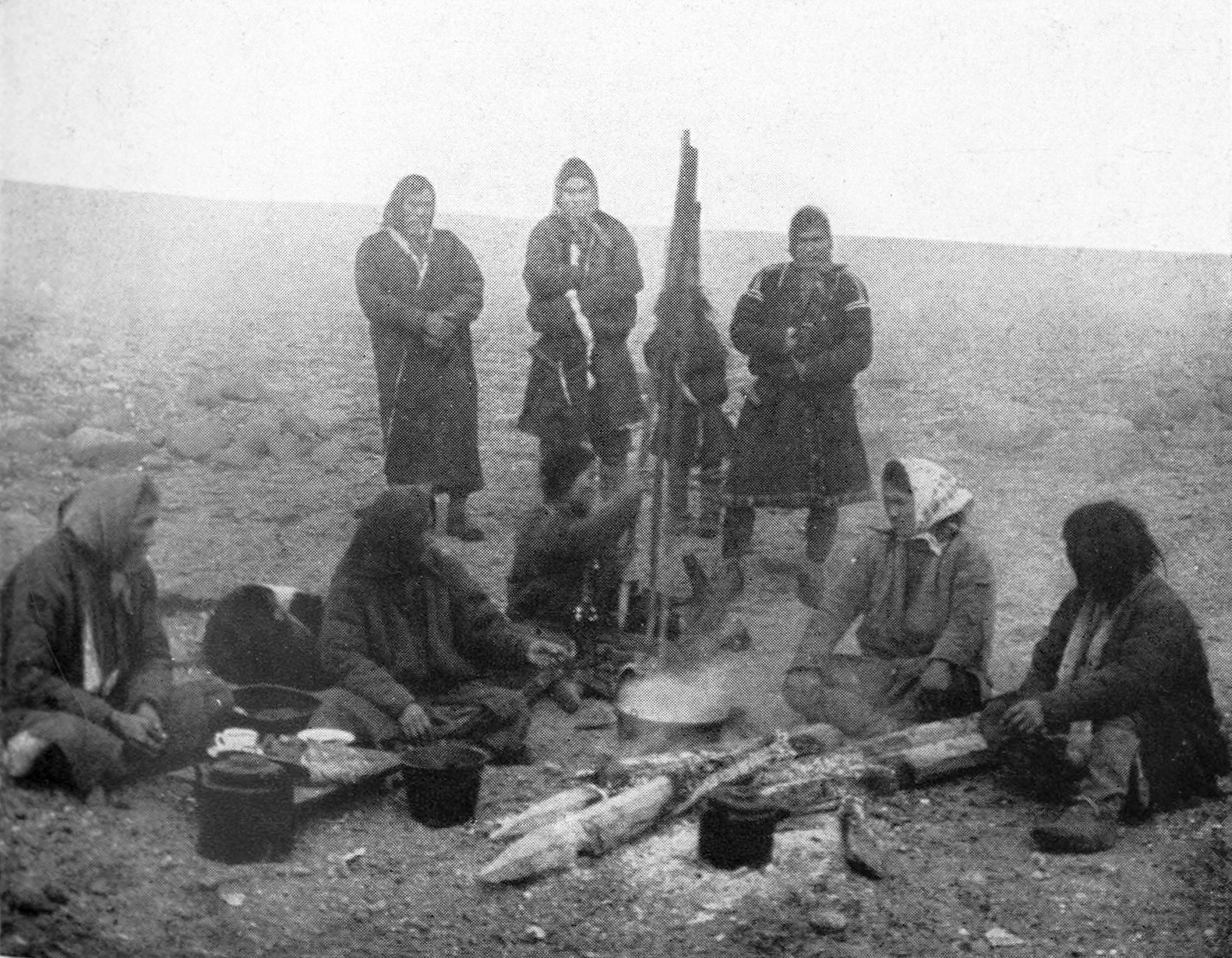
تخييم أفراد ساموديين.
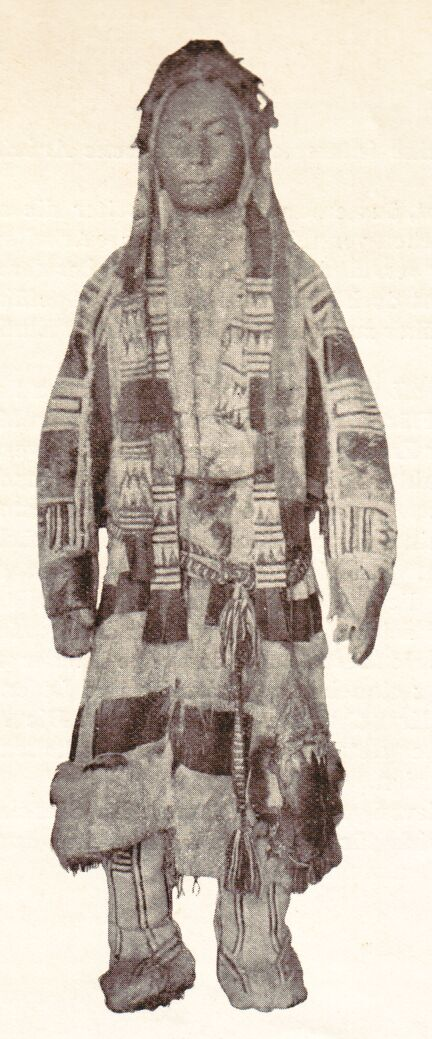
صورة تبين شكل فرد من الساموديين بملابس الشتاء.